# Lixophaga simplex
Lixophaga simplex là một loài ruồi trong họ Tachinidae.